# Arizona to Broadway
Pour plus de détails, voir Fiche technique et Distribution.
Arizona to Broadway est un film américain réalisé par James Tinling, sorti en 1933.
Le film a fait l'objet d'un remake Les Rois de la blague, réalisé par Malcolm St. Clair, sorti en 1943, avec Stan Laurel et Oliver Hardy en vedettes.

## Fiche technique
- Titre : Arizona to Broadway
- Réalisation : James Tinling
- Scénario : William M. Conselman, Henry Johnson
- Photographie : George Schneiderman
- Montage : Louis R. Loeffler
- Musique : Glen Knight (non crédité), Arthur Lange (non crédité), Paul Van Loan (non crédité)
- Casting : James Ryan
- Son : E. Clayton Ward
- Producteur exécutif : Sol M. Wurtzel
- Société de production :  Fox Film Corporation
- Société de distribution :  Fox Film Corporation
- Pays de production :  États-Unis
- Langue : Anglais
- Format : Noir et blanc— 35 mm — 1,37:1 — Son : Mono (Western Electric Noiseless Recording)
- Genre: Comédie
- Durée: 66 minutes (1 h 6)
- Dates de sortie :
  - États-Unis : 22 juillet 1933
  - Australie : 20 octobre 1933

## Distribution
- James Dunn : Smiley Wells
- Joan Bennett : Lynn Martin
- Herbert Mundin : Kingfish Miller
- Sammy Cohen (en) : Morris Blitz
- Theodore von Eltz : Hubert Wayne
- Merna Kennedy : Flo Sandberg
- Earle Foxe : 	John Sandburg
- Dave Wengren : Ambrose
- J. Carrol Naish : Tommy Monk
- Max Wagner (en) :	Pete
- Walter Catlett : Ned Flynn

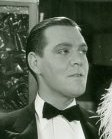
dans une scène du film.

- Jerry Lester : Duke SeltonJimmy Dante